# Joel Cox
Joel Cox (ur. 2 kwietnia 1942 w Los Angeles) – amerykański montażysta filmowy. Znany ze stałej współpracy z reżyserem Clintem Eastwoodem, dla którego zmontował ponad 30 filmów.
Laureat Oscara za najlepszy montaż do filmu Bez przebaczenia (1992). Nominowany do tej nagrody za filmy: Za wszelką cenę (2004) i Snajper (2014). Otrzymał także nominację do Nagrody BAFTA za film Oszukana (2008).